# Jūb Bāghān-e Soflá
Jūb Bāghān-e Soflá (persiska: جوب باغان سفلیٰ) är en ort i Iran.   Den ligger i provinsen Kermanshah, i den västra delen av landet, 500 km väster om huvudstaden Teheran. Jūb Bāghān-e Soflá ligger 690 meter över havet och antalet invånare är 140.
Terrängen runt Jūb Bāghān-e Soflá är kuperad. Runt Jūb Bāghān-e Soflá är det ganska glesbefolkat, med 38 invånare per kvadratkilometer. Närmaste större samhälle är Sarpol-e Z̄ahāb, 16,1 km norr om Jūb Bāghān-e Soflá. Omgivningarna runt Jūb Bāghān-e Soflá är i huvudsak ett öppet busklandskap.